# Partypoker
partypoker (fostul PartyPoker stilizat) este o cameră de poker online. Lansat în 2001 de PartyGaming, site-ul a avut până la 80.000 de jucători conectați și a fost cea mai mare sală de cărți online până în 2006. În 2011 PartyGaming a fuzionat cu bwin pentru a forma Bwin.Party Digital Entertainment. Începând din 2017, acesta rămâne printre cele mai mari camere de poker online. Site-ul este susținut de Mike Sexton, gazda emisiunii de televiziune World Poker Tour. Domeniul partypoker.com a atras cel puțin 3,6 milioane de vizitatori anual până în 2008, conform unui studiu Compete.com. În 2016, după un proces de licitare prelungit între 888 Holdings și GVC Holdings, Bwin.Party Digital Entertainment a acceptat oferta GVC Holdings pentru 1,1 miliarde de lire sterline. Astăzi, site-ul este gestionat de GVC Holdings și este disponibil în 14 limbi diferite. În plus față de PartyPoker.com, PartyPoker oferă, de asemenea, rețele dedicate jucătorilor francezi și italieni prin PartyPoker.fr și respectiv PartyPoker.it. GVC Holdings a achiziționat, de asemenea, Partycasino în timpul fuziunii Party Gaming din 2011. Partypoker oferă o gamă largă de turnee diferite, cu niveluri diferite de premii pentru turneele cu o singură masă, precum și turnee cu mai multe mese. Party Poker, turneele Sit & Go, rulează 24 de ore pe zi și jucătorii se pot înscrie la turnee cu taxe de intrare începând de la $ 1 și variind între 2 și 50 de jucători.